# Nepitia embra
Nepitia embra är en fjärilsart som beskrevs av Robert W. Poole 1970. Nepitia embra ingår i släktet Nepitia och familjen mätare. Inga underarter finns listade i Catalogue of Life.